# Lucas Biglia
Lucas Rodrigo Biglia (født d. 30. januar 1986) er en argentinsk professionel fodboldspiller, som spiller for den tyrkiske Süper Lig-klub Fatih Karagümrük.

## Klubkarriere

### Argentinos Juniors og Independiente
Biglia begyndte sin karriere hos Argentinos Juniors i hjemlandet, hvor han gjorde sin professionelle debut i 2004.
Biglia skiftede i februar 2005 til Independiente.

### Anderlecht
Biglia skiftede i juli 2006 til Anderlecht. Biglia blev hurtigt en stor del af Anderlechts trup, og trak interesse fra flere storklubber i januar 2009, men blev i Belgien.
Anderlecht vandt det belgiske mesterskab i 2009-10 sæsonen, det første mesterskab i Biglias karriere.
Den 18. september 2011 overtog Biglia rollen som holdets anfører. Anderlecht vandt mesterskabet i 2011-12 sæsonen, og Biglia blev kåret til årets spiller i klubben.

### Lazio
Biglia skiftede i juli 2013 til Lazio. Biglia blev hurtigt fastmand hos Lazio, og blev i juli 2015 gjort til anfører.

### Milan
Biglia skiftede i juli 2017 til Milan.

### Fatih Karagümrük
Biglia skiftede i september 2020 til Fatih Karagümrük.

## Landshold

### Ungdomslandshold
Biglia har repræsenteret Argentina på U/17- og U/20-niveau.

### Seniorlandshold
Biglia gjorde sin debut for seniorlandsholdet den 9. februar 2011.
Biglia var en del af den argentinske trup til Copa América 2011, VM i 2014 i Brasilien, Copa América 2015, Copa América Centenario i 2016 og VM 2018 i Rusland.
Efter Argentinas udgang ved VM 2018 annoncerede Biglia at han gik på pension fra landsholdet.